# 平野村 (奈良県)
平野村（ひらのむら）は奈良県北西部、磯城郡に属していた村。現在は田原本町の西部。

## 歴史
- 1889年（明治22年）4月1日 - 町村制の施行により、十市郡 佐味村、大網村、金剛寺村、松本村、西竹田村、竹田村南方、満田村、飯高村、十六面村、保津村、薬王寺村、下ノ庄村が合併し平野村が成立。
- 1897年（明治30年）4月1日 - 所属郡を磯城郡に変更。
- 1936年（昭和11年）2月21日、河内大和地震が発生。平野小学校の一部が破壊され、生徒1人が死亡するなどの被害[1]。
- 1956年（昭和31年）9月30日 - （旧）田原本町、多村、川東村、都村と合併し、（新）田原本町が発足。同日平野村消滅。

## 村長
- 桜井知則